# Sant Joan de Matajudaica
Sant Joan de Matajudaica és una església del poble de Matajudaica, al municipi de Corçà (Baix Empordà), inclosa a l'Inventari del Patrimoni Arquitectònic de Catalunya.

## Descripció
És un edifici religiós, un temple d'una nau amb absis semicircular a l'exterior i poligonal interiorment; capelles laterals. Les voltes són de llunetes. A la façana occidental hi ha la portada rectangular amb boles decoratives, una petita fornícula -ara sense imatge- i un òcul. A sobre de la fornícula hi figura gravat l'any 1797. damunt aquest frontis hi ha un campanar d'espadanya i sobre l'angle SW de l'edifici un petit torricó amb teulat a quatre vents, que era un comunidor elevat i avui és molt ruïnós.
A la part exteriorment visible de l'abis, el despreniment de l'arrebossat ha posat fa poc temps al descobert l'estructura romànica, quelcom modificada, amb finestra central d'un sol biaix i aparell de carreus grans. La major part de la resta de l'edifici és coberta d'arrebossats. Sobre el vèrtex del carener de l'extrem oriental de la teulada de la nau es conserva una creu de pedra.

## Història
Santi Iohannis de Mata fou una de les esglésies confirmades, a l'acta de consagració de santa Maria d'Ullà, església d'aquesta Canònica agustina, de l'any 1182, com a possessió del dit monestir.
En documents del segle xiii i XIV es documenta al topònim Matajudaica que sembla indicar un origen jueu o l'existència dena comunitat jueva en aquest lloc.